# Нгуру (Нигерия)
Нгу́ру (англ. Nguru) — район местного управления и город на севере Нигерии, в штате Йобе, в левобережье реки Хадеджиа, притока Камадугу-Йобе (бассейн Чада).
В Нгуру находится конечная железнодорожная станция Западной магистрали. Первая железнодорожная линия небольшой протяжённости была построена в 1895—1898 гг. между Лагосом и Абеокутой. К 1909 году она достигла реки Нигер около Джеббы, а после сооружения моста в 1916 году строительство железной дороги продвинулось на север, и в 1930 году она достигла Нгуру. Сеть железных дорог Нигерии состоит из двух магистралей, которые связывают порты побережья Гвинейского залива с глубинными районами страны на севере страны: Западной (Лагос – Ибадан – Минна – Кадуна, с выходом на Зариа, Кано и Нгуру) и Восточной (Порт-Харкорт — Энугу — Макурди — Джос — Майдугури), соединённых веткой Кадуна — Кафанчан.
Водно-болотные угодья Хадеджиа-Нгуру имеют международное значение согласно Рамсарской конвенции.